# Günther Steiner

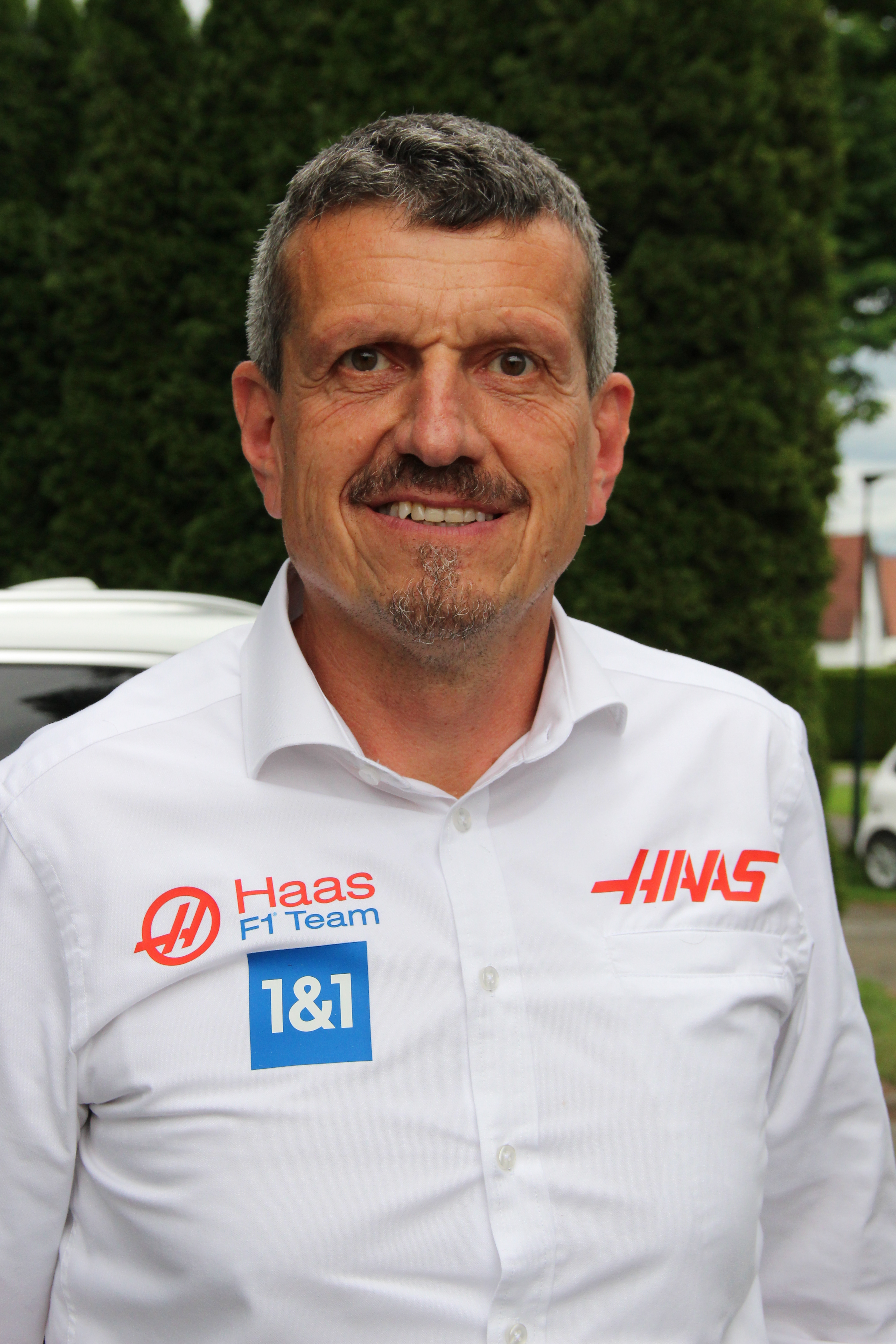
Günther Steiner (2022)

Günther Steiner (Meran (Zuid-Tirol), 7 april 1965) is een Italiaanse (autosport)ingenieur en manager. Hij was van april 2014 tot en met januari 2024 de teambaas van het Haas Formule 1-raceteam. Daarvoor werkte hij bij Red Bull en als managing director van Jaguar.

## Carrière
Steiner werd in Merano geboren als zoon van een slager. Omdat Merano een tweetalige stad is, spreekt hij zowel Duits als Italiaans. Hij begon aan een ingenieursstudie, maar maakte die nooit af. Na zijn militaire dienstplicht verhuisde hij naar België.

### Wereldkampioenschap rally (1986-2001)
In 1986 begon hij zijn carrière als monteur in het Wereldkampioenschap Rally bij het Mazda Rally Team. In 1997 leidde Steiner het Allstar Rally Team en won hij het Europees Kampioenschap Rally met Krzysztof Hołowczyc. In 2000 werd hij hoofd engineering in het Ford World Rally Team, waar hij samenwerkte met coureurs Colin McRae en Carlos Sainz.

### Jaguar (2001-2003)
Steiner stapte in 2001 over naar de Formule 1 omdat Jaguar's teambaas Niki Lauda hem als uitvoerend directeur wilde hebben. Hij werd de ingenieur die verantwoordelijk was voor de technische kant van het team in Milton Keynes in Engeland.
Steiner heeft het team geherstructureerd om de kosten te verlagen. Jaguar kwam echter niet goed voor de dag in in het seizoen 2002. Op 5 december kondigde Jaguar aan dat Steiner zou worden vervangen door David Pitchforth. Het nieuwe management van Jaguar bood hem een andere baan in het team aan, maar hij wees die af. In november 2003 werd hij technisch directeur van het Opel Performance Center.

### Red Bull (2005-2008)
Nadat Jaguar Racing door Red Bull werd overgenomen in 2004, werd Steiner aangeboden om zich bij het team te voegen. Aangezien Opel zich eind 2005 uit de DTM wilde terugtrekken, motiveerde Steiner zichzelf om terug te keren naar het Milton Keynes-team. Zijn baan als technisch directeur werd op 13 januari 2005 bevestigd.
Steiner en teambaas Christian Horner leidden het team naar betere resultaten in het seizoen 2005, maar toen Red Bull Adrian Newey, McLaren's technisch directeur in dienst nam, wendde teameigenaar Dietrich Mateschitz zich tot Steiner om een NASCAR-team op te bouwen in de Verenigde Staten. Steiner besloot om met zijn vrouw naar Mooresville, North Carolina te verhuizen, waar hij van april 2006 tot april 2008 werkte als technisch directeur van het Red Bull-team.

### Haas F1 (2014-2024)

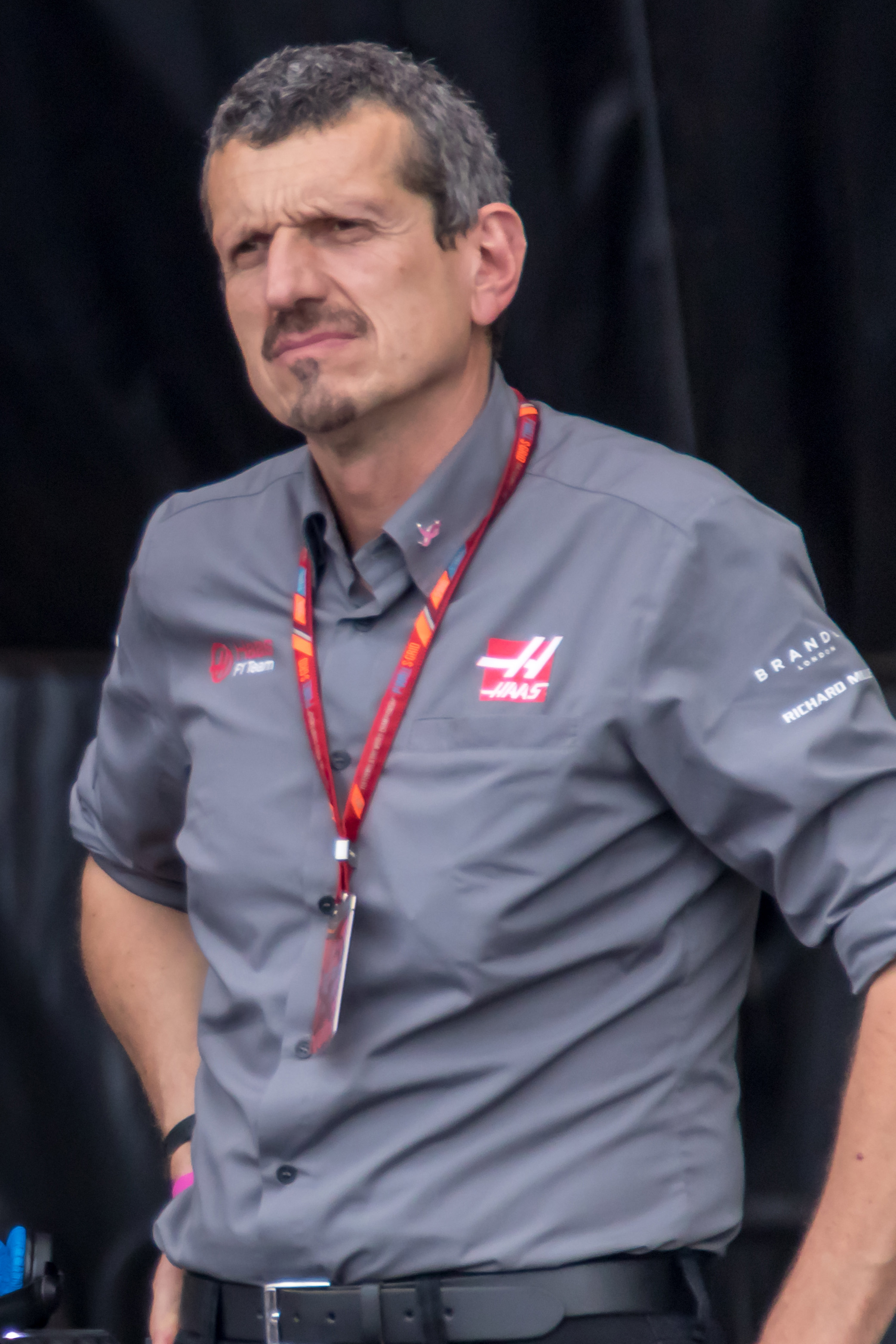
Günther Steiner (2017)

Op 14 april 2014 werd officieel bekendgemaakt dat Steiner de teammanager werd van het nieuwe Amerikaanse Haas F1-team. Het team kwam voor het eerst aan de start van een F1-race in seizoen 2016. In de totaal acht seizoen onder leiding van Steiner werd er in honderdzestig races geen enkele podiumplaats behaald en stond het team de laatste seizoenen op de negende of tiende plaats in het kampioenschap.  
Op 10 januari 2024 kreeg Steiner per direct zijn ontslag aangezegd als teammanager bij het Haas F1-team wegens tegenvallende resultaten. Steiner werd opgevolgd door de Japanner Ayao Komatsu, tot dan de Director of Engineering bij het team.

## F1 Commentator
Sinds eind februari 2024 is Steiner actief als specialistisch commentator en presentator bij RTL Duitsland, een televisiezender die de Formule 1 uitzendt in Duitsland.

## Persoonlijk
Steiner heeft naast een Italiaans ook een Amerikaans paspoort en woont samen met zijn vrouw en dochter in Mooresville (North Carolina). Steiner spreekt Duits als moedertaal.